# Lijst van beschermd onroerend erfgoed in Etterbeek
Een overzicht van het beschermde onroerend erfgoed in Etterbeek. Het beschermd onroerend erfgoed maakt deel uit van het cultureel erfgoed in België.
| Object                                               | Datum beschermd? | Bouwjaar/architect                            | Stijl                       | Typologie             | Adres                                       | Coördinaten | Id-nummer?  | Afbeelding                                           |
| ---------------------------------------------------- | ---------------- | --------------------------------------------- | --------------------------- | --------------------- | ------------------------------------------- | ----------- | ----------- | ---------------------------------------------------- |
| Eigen huis van Paul Cauchie                          | 26/05/1975       | 1905 Paul CAUCHIE                             | Art nouveau                 | Kunstenaarswoning     | Frankensraat                                |             | 2076-0001/0 | Eigen huis van Paul Cauchie                          |
| Traditioneel huis                                    | 18/11/1976       | 1680                                          | Barok                       | Huis                  | Sint-Pietersteenweg 56                      |             | 2076-0002/0 | Traditioneel huis                                    |
| Geheel van twee art-nouveauhuizen                    | 30/04/1992       | 1900 Jules BARBIER                            | Art nouveau                 | Huis                  | IJzerlaan 5-6                               |             | 2076-0003/0 | Geheel van twee art-nouveauhuizen                    |
| Art-nouveau opbrengsthuis                            | 19/01/1995       | 1905 Gustave Strauven                         | Art nouveau                 | Opbrengstgoed         | Waversesteenweg 519, Peter Benoitstraat 2-4 |             | 2076-0006/0 | Art-nouveau opbrengsthuis                            |
| Felix Hap Tuin                                       | 29/06/2000       |                                               |                             | Park                  | Waversesteenweg 0, Oudergemlaan 191-193     |             | 2076-0008/1 | Felix Hap Tuin                                       |
| Huis en kantoor van notaris Hap                      | 09/03/1995       | 1859                                          | Classicistisch eclecticisme | Huis                  | Waversesteenweg 508                         |             | 2076-0012/0 | Huis en kantoor van notaris Hap                      |
| Eclectisch herenhuis                                 | 04/12/1997       | 1913 Ch. NEIRYNCK                             | Eclecticisme                | Herenhuis             | Tervurenlaan 6                              |             | 2076-0014/0 | Eclectisch herenhuis                                 |
| Sint-Antonius van Paduakerk                          | 09/07/1998       | 1905-1935 Edmond Serneels & G. Cochaux-Segard | Neogotisch                  | Kerk                  | Sint-Antoonplein 1                          |             | 2076-0015/0 | Sint-Antonius van Paduakerk                          |
| Sint-Antonius van Paduakerk (inclusief meubilair)    | 04/03/2004       | 1905-1935 Edmond Serneels & G. Cochaux-Segard | Neogotisch                  | Kerk                  | Sint-Antoonplein 1                          |             | 2076-0015/1 | Sint-Antonius van Paduakerk (inclusief meubilair)    |
| Voormalige drukkerij Phobel                          | 02/07/1998       | 1905 Henri WELLENS                            | Industriële architectuur    | Fabriek - middelgroot | Edouard de Thibaultlaan 2                   |             | 2076-0016/0 | Voormalige drukkerij Phobel                          |
| Sint-Stanislas Instituut                             | 15/01/1998       | 1901 Hubert MARCQ                             |                             | Scholencomplex        | Nervierslaan 131-133, Nervierslaan 115      |             | 2076-0020/0 | Sint-Stanislas Instituut                             |
| Art-nouveauhuis                                      | 16/03/1995       | 1910 Paul Cauchie                             | Art nouveau                 | Huis                  | Jachtlaan 141                               |             | 2076-0021/0 | Art-nouveauhuis                                      |
| Voormalige ophtamologische kliniek van Dokter Coppez | 08/11/2007       | 1912 Jean-Baptiste DEWIN                      | Art nouveau                 | Kliniek               | Tervurenlaan 68-70                          |             | 2076-0026/0 | Voormalige ophtamologische kliniek van Dokter Coppez |
| Zeeden (Pinus maritima)                              | 13/02/2003       |                                               |                             | Opmerkelijke boom     | Camille Josetlaan 9                         |             | 2076-0029/0 |                                                      |
| Huis van de beeldhouwer Julien Dillens               | 22/12/2005       | 1893                                          | Eclecticisme                | Huis                  | Belliardstraat 161                          |             | 2076-0030/0 | Huis van de beeldhouwer Julien Dillens               |
| Eclectisch huis                                      | 17/01/2008       | 1907 Paul PICQUET                             | Eclecticisme                | Huis                  | Belliardstraat 143                          |             | 2076-0030/1 | Eclectisch huis                                      |
| Geheel van eclectische huizen                        | 17/01/2008       | 1870                                          | Eclecticisme                | Architecturaal geheel | Belliardstraat 157-159                      |             | 2076-0030/2 | Geheel van eclectische huizen                        |
| Rode beuk (Fagus sylvatica f. purpurea)              | 22/12/2005       |                                               |                             | Opmerkelijke boom     | IJzerlaan 9                                 |             | 2076-0031/0 |                                                      |
| Rode beuk (Fagus sylvatica f. purpurea)              | 13/07/2006       |                                               |                             | Opmerkelijke boom     | Oudergemlaan 63                             |             | 2076-0033/0 |                                                      |
| Ostrya (Ostrya carpinifolia)                         | 31/03/2011       |                                               |                             | Opmerkelijke boom     | Generaal Fivéstraat 0, Hansen-Soulielaan 27 |             | 2076-0038/1 |                                                      |
| Geheel van huizen                                    | 18/04/2013       | 1909 G. COCHAUX-SEGARD                        | Eclecticisme                | Eclectisch geheel     | Menapiersstraat 24-36                       |             | 2076-0039/0 | Geheel van huizen                                    |
| Geheel van eclectische huizen                        | 12/09/2013       | 1909 G. COCHAUX-SEGARD                        | Eclecticisme                | Eclectisch geheel     | Stafhouder Braffortstraat 9-23              |             | 2076-0040/0 | Geheel van eclectische huizen                        |
| Hemelboom (Ailanthus altissima)                      | 18/02/2016       |                                               |                             | Opmerkelijke boom     | Charles De Buckstraat 23                    |             | 2076-0043/0 |                                                      |
| Villa Les Iris                                       | 31/05/2018       | 1905 Jules BARBIER                            | Art nouveau                 | Villa                 | Tervurenlaan 28                             |             | 2076-0044/0 |                                                      |